# Monoxenus kenyensis
Monoxenus kenyensis là một loài bọ cánh cứng trong họ Cerambycidae.